# Mortagne-sur-Sèvre
Pour les articles homonymes, voir Mortagne.
Mortagne-sur-Sèvre est une commune française située dans le département de la Vendée en région Pays de la Loire, chef-lieu du canton de Mortagne-sur-Sèvre. La commune regroupe Mortagne-sur-Sèvre, Évrunes et Saint-Hilaire-de-Mortagne. Elle est jumelée avec Aumühle et Wohltorf (Allemagne) et Volovat-Burla (Roumanie).

## Géographie

### Situation
Mortagne-sur-Sèvre est situé sur la Sèvre Nantaise au nord-est du département de la Vendée, dans le « Haut-Bocage » vendéen et proche de « la Gâtine » aux limites des Deux-Sèvres, à 7 km de Cholet, à 15 km du Puy du Fou aux Herbiers, ainsi que de Tiffauges, et 18 km de Mauléon.

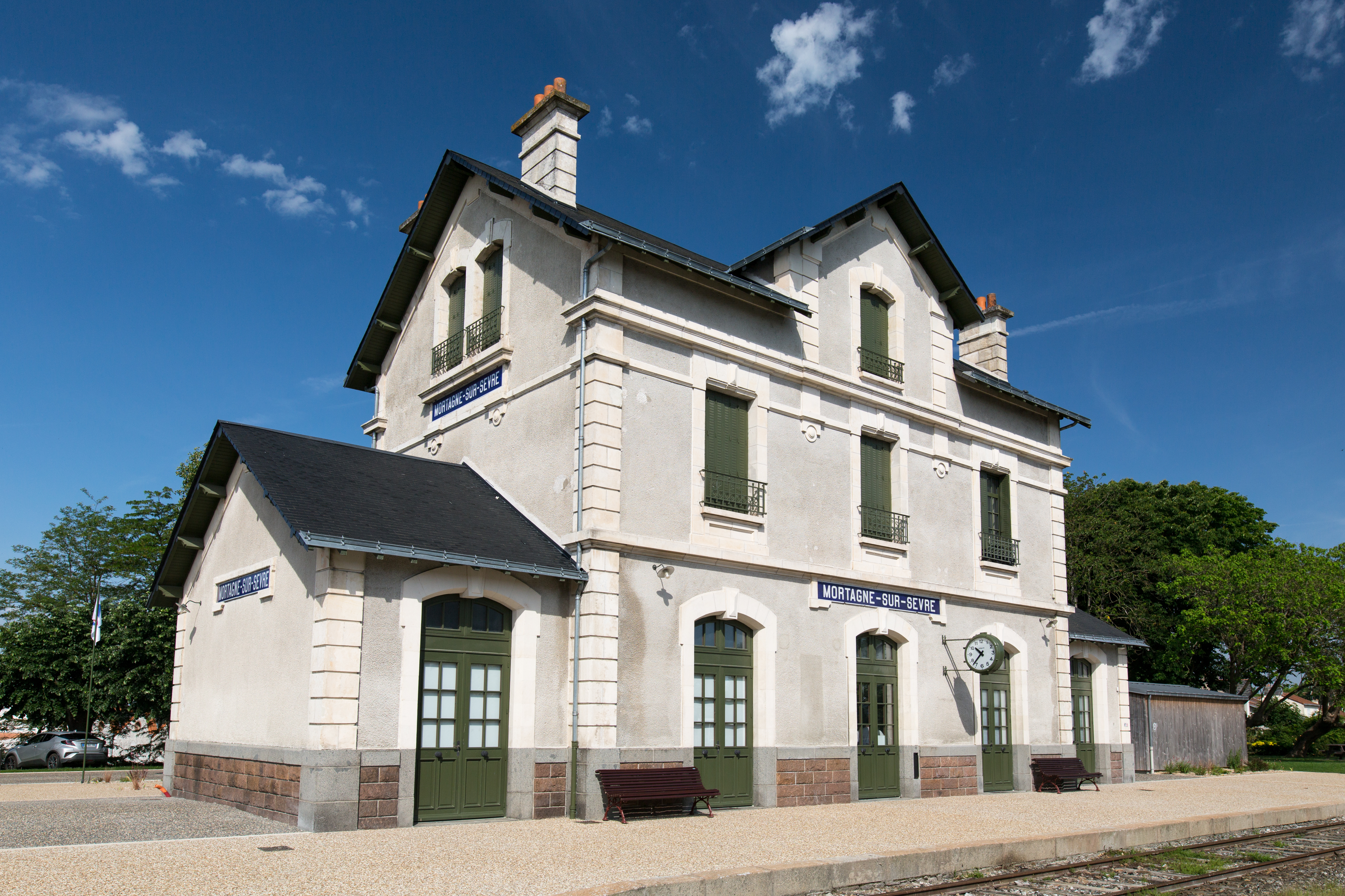
La gare
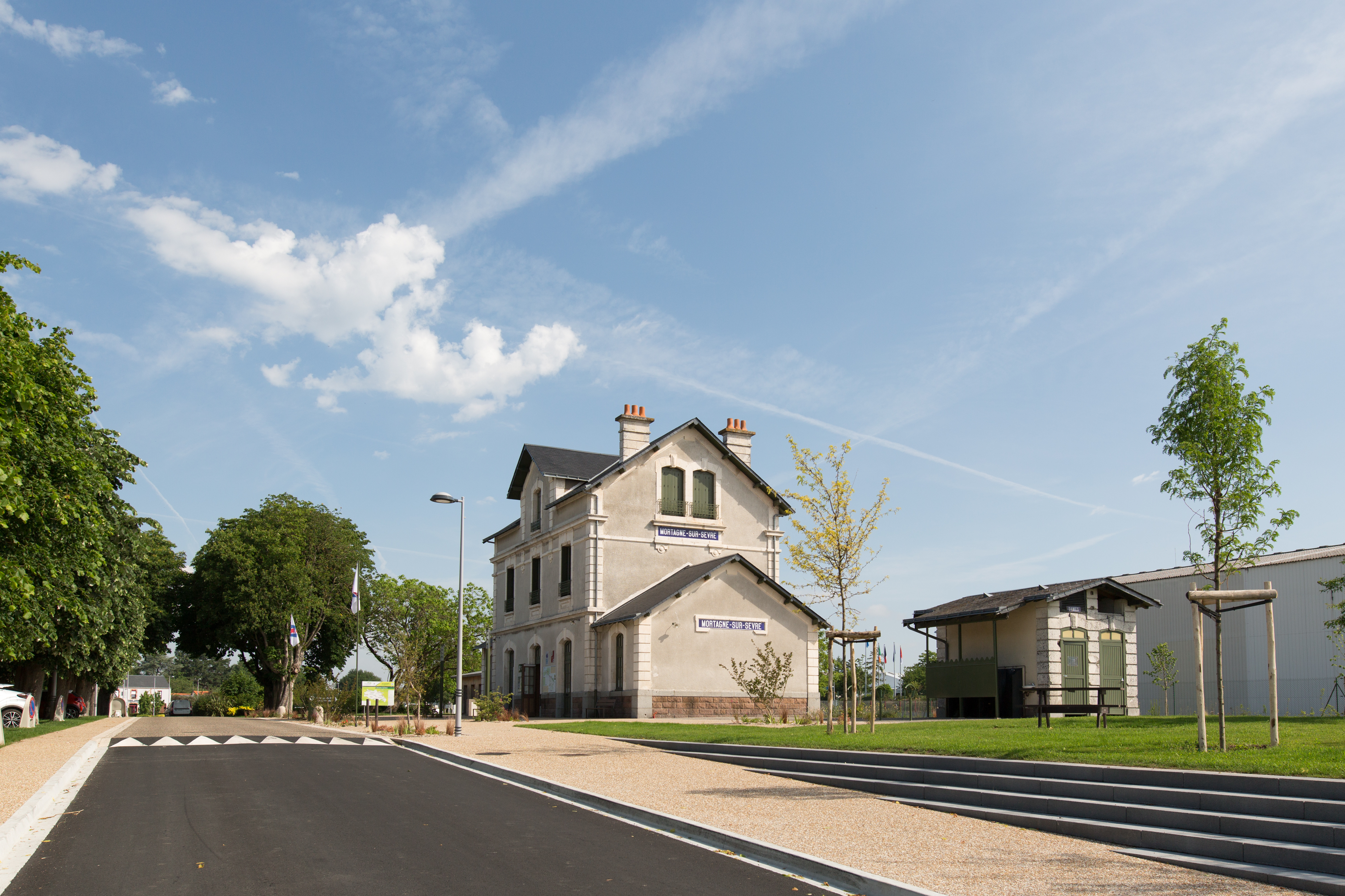
La gare

Le territoire municipal de Mortagne-sur-Sèvre s’étend sur 2 206 hectares : l’altitude allant de 57 mètres à 151 mètres sur le massif granitique de la commune, l'altitude moyenne est de 124 mètres,, à :
- 7 km de Cholet,
- 15 km du Puy du Fou aux Herbiers et de Tiffauges,
- 18 km de Mauléon
- 38 km de Bressuire,
- 55 km de La Roche-sur-Yon,
- 63 km de Nantes
- 370 km de Paris.

- La gare
- La gare

| Le Longeron Maine-et-Loire | Saint-Christophe-du-Bois Maine-et-Loire | Cholet Maine-et-Loire |
| Saint-Aubin-des-Ormeaux    | Mortagne-sur-Sèvre                      |                       |
| La Verrie Chanverrie       | Saint-Laurent-sur-Sèvre                 | Mauléon Deux-Sèvres   |

### Climat
Pour des articles plus généraux, voir Climat des Pays de la Loire et Climat de la Vendée.
En 2010, le climat de la commune est de type climat océanique altéré, selon une étude du CNRS s'appuyant sur une série de données couvrant la période 1971-2000. En 2020, Météo-France publie une typologie des climats de la France métropolitaine dans laquelle la commune est exposée à un climat océanique et est dans la région climatique  Bretagne orientale et méridionale, Pays nantais, Vendée, caractérisée par une faible pluviométrie en été et une bonne insolation. 
Pour la période 1971-2000, la température annuelle moyenne est de 11,6 °C, avec une amplitude thermique annuelle de 14,2 °C. Le cumul annuel moyen de précipitations est de 798 mm, avec 12,2 jours de précipitations en janvier et 6,5 jours en juillet. Pour la période 1991-2020, la température moyenne annuelle observée sur la station météorologique de Météo-France la plus proche, sur la commune de Cholet à 10 km à vol d'oiseau, est de 12,3 °C et le cumul annuel moyen de précipitations est de 772,5 mm,. Pour l'avenir, les paramètres climatiques de la commune estimés pour 2050 selon différents scénarios d'émission de gaz à effet de serre sont consultables sur un site dédié publié par Météo-France en novembre 2022.

## Urbanisme

### Typologie
Au 1er janvier 2024, Mortagne-sur-Sèvre est catégorisée petite ville, selon la nouvelle grille communale de densité à sept niveaux définie par l'Insee en 2022.
Elle appartient à l'unité urbaine de Mortagne-sur-Sèvre, une unité urbaine monocommunale constituant une ville isolée,. Par ailleurs la commune fait partie de l'aire d'attraction de Cholet, dont elle est une commune de la couronne,. Cette aire, qui regroupe 26 communes, est catégorisée dans les aires de 50 000 à moins de 200 000 habitants,.

### Occupation des sols
L'occupation des sols de la commune, telle qu'elle ressort de la base de données européenne d’occupation biophysique des sols Corine Land Cover (CLC), est marquée par l'importance des territoires agricoles (70,4 % en 2018), en diminution par rapport à 1990 (79,9 %). La répartition détaillée en 2018 est la suivante : 
prairies (33,5 %), zones agricoles hétérogènes (24,7 %), zones urbanisées (13,3 %), terres arables (12,2 %), zones industrielles ou commerciales et réseaux de communication (8 %), forêts (6,8 %), mines, décharges et chantiers (1,4 %). L'évolution de l’occupation des sols de la commune et de ses infrastructures peut être observée sur les différentes représentations cartographiques du territoire : la carte de Cassini (XVIIIe siècle), la carte d'état-major (1820-1866) et les cartes ou photos aériennes de l'IGN pour la période actuelle (1950 à aujourd'hui).

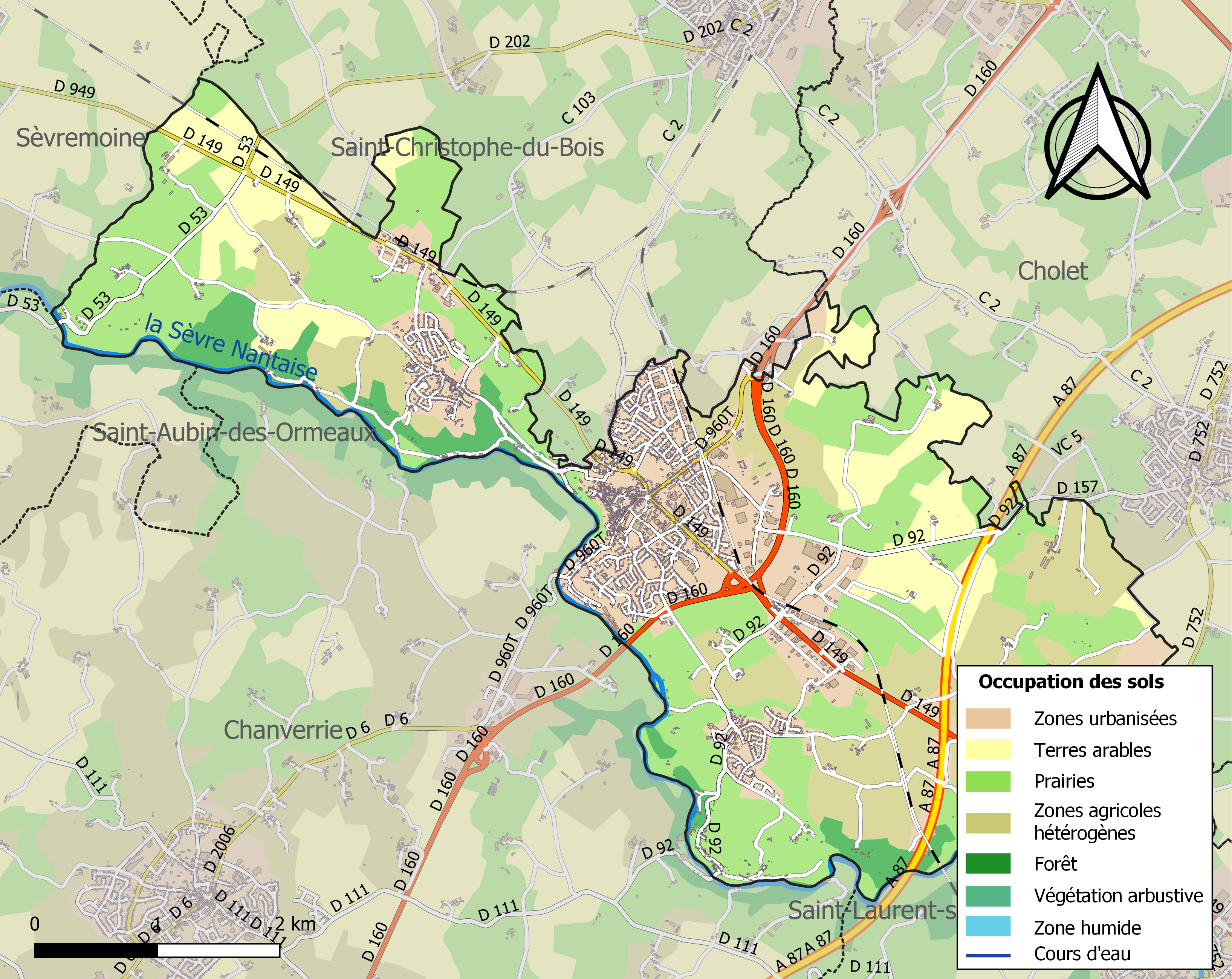
Carte des infrastructures et de l'occupation des sols de la commune en 2018 (CLC).

## Toponymie
Son nom vient peut-être d'une légion de soldats romains originaires de la Maurétanie chargée d'assurer l'ordre du Bas-Empire. Selon d'autres, il pourrait provenir du mot morte-agne qui signifie « mortes-eaux » en roman, mais cette explication n'est pas crédible car il est exclu que le latin aqua puisse évoluer en -agne.
Ernest Nègre préfère voir dans le type toponymique Mortagne, l'anthroponyme latin Mauretanus et du suffixe -ia.

## Histoire
La région est peuplée par le peuple gaulois des Pictons (Poitou) puis fut conquise par César avec le reste de la Gaule (58-51 av. J.-C.).
Un cimetière mérovingien a été identifié dans la commune. En 2020, les archéologues ont mis au jour des vestiges du haut Moyen Âge, principalement un petit ensemble sépulcral comprenant 99 tombes datées des VIe – VIIe siècles de notre ère.
Au Moyen Âge, la ville appartient à la province du Poitou, et plus exactement du Bas-Poitou, ayant des frontières avec les provinces d'Anjou et de Bretagne. C'est durant cette période que sont construits les monuments principaux de la ville : le château, les églises de Mortagne, d'Évrunes et de Saint-Hilaire, le prieuré, la maladrerie et les maisons nobles. Mortagne devient alors un carrefour important de voies de communication et développe, en plus de son agriculture, une activité industrielle notamment dans la tannerie. Le commerce y est possible grâce à la Sèvre Nantaise.
Lors de la Renaissance, Mortagne n'échappera pas au renouveau de l'architecture : le château et les maisons nobles sont transformés en fonction de l'époque. L'industrie et l'agriculture sont en grande expansion.
Mortagne sera victime de la guerre de Vendée, meurtrière et destructrice puisque la ville sera complètement incendiée. Deux batailles auront lieu durant ce conflit. Des subventions permettront la reconstruction de l'église et des maisons au XIXe siècle.
Au XXe siècle, l'industrie va se développer considérablement dans de nouveaux secteurs grâce à l'apparition du chemin de fer et de l'électricité. Des zones industrielles sont créées ainsi que des lotissements pour répondre aux besoins des nouveaux travailleurs. C'est en 1964 que le regroupement de Mortagne-sur-Sèvre, Évrunes et Saint-Hilaire-de-Mortagne a lieu.

## Lieux et monuments

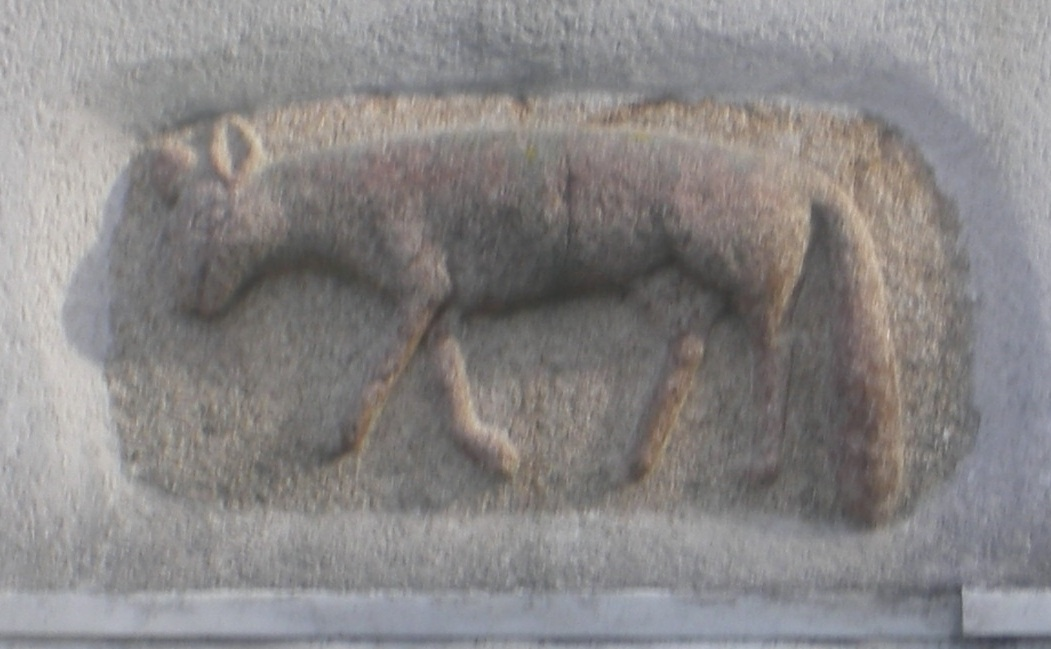
Le Renard

- L'église Saint-Pierre, du XIIe siècle est inscrite à l'inventaire supplémentaires des monuments historiques. À ce titre, elle bénéficie d'une protection. Elle abrite un trésor : vitrine regroupant les objets liturgiques remarquables des trois paroisses formant la commune. La statue en bois polychrome de saint Sébastien date du XVIIe siècle. Église saint-Pierre, 12e et 13e s, classée MH (1906)
- L'église Saint-Léonard d'Évrunes.
- L'église Saint-Hilaire.

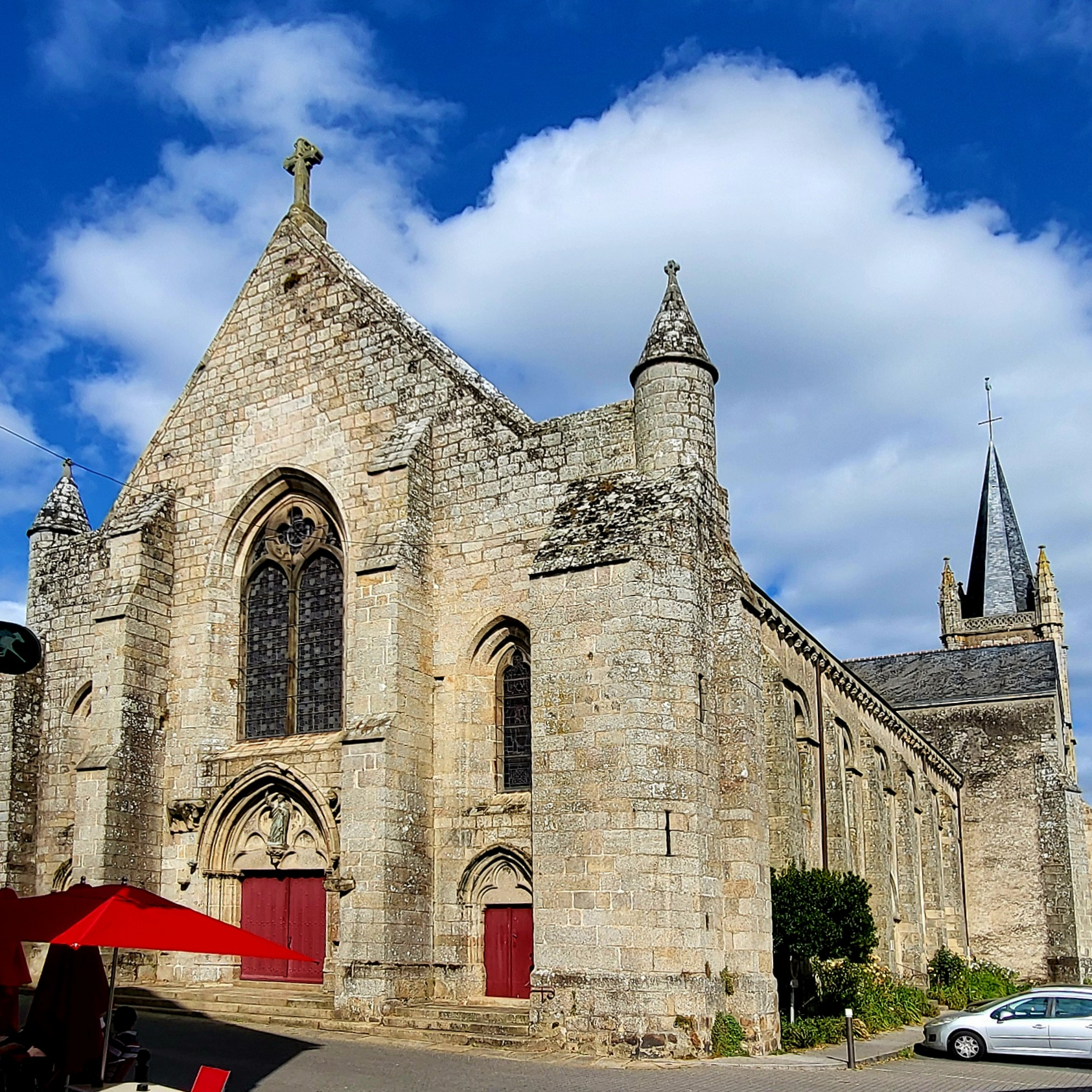
Église saint-Pierre, 12e et 13e s, classée MH (1906)

- Prieuré Saint-Pierre: actuelle mairie
- Le Site Médiéval du Château de Mortagne-sur-Sèvre est à découvrir. Il est composé de plusieurs éléments remarquables :

TOUR DU TRÉSOR : La présence de portes montre que cette structure était bien reliée à d’autres          bâtiments internes du château.
TOUR À ÉPERON OU TOUR DES ANGLAIS : Sa dénomination provient de son histoire et de sa construction unique en France.

LE MANOIR : Elégant, il s’est blotti, au début du XXe siècle, entre les hauts remparts et la Tour à Eperon.
- Il subsiste encore de nombreux logis (Maupillier, Grand Garfin, Tirepoint...), les chapelles Saint-Lazare, Saint-Léger et du Pont, l'église Saint-Pierre.
- L'ancien moulin à eau, le moulin de Gazeau, fait encore lieu de gîte pour accueillir des groupes et des particuliers.
- La gare de Mortagne est aussi le point de départ du Chemin de fer de la Vendée qui se situe sur l'ancienne ligne Cholet - Les Herbiers et rallie cette commune grâce à un chemin de fer touristique.
- Mortagne-sur-Sèvre dispose du complexe sportif Stéphane-Traineau qui est composé d'une salle de gymnastique, une salle de tennis (comportant deux terrains intérieurs et deux terrains extérieurs), une salle polyvalente (utilisée notamment pour le basket-ball), d'un ensemble football-athlétisme qui comporte trois terrains de football, et une salle de judo.
- « Le Triton » est le nom de l'espace aqualudique de la commune.
- "Les jardins de la cure" offrent un panorama unique sur la vallée de la Sèvre. Les 7 000 m2 de jardins, étalent leurs terrasses entre la ville et la rivière.
- "Le Musée du Mange Cailloux", musée des minéraux installé dans une ancienne école de la commune (école Saint-Pierre).

## Population et société

### Démographie

#### Évolution démographique
L'évolution du nombre d'habitants est connue à travers les recensements de la population effectués dans la commune depuis 1800. Pour les communes de moins de 10 000 habitants, une enquête de recensement portant sur toute la population est réalisée tous les cinq ans, les populations de référence des années intermédiaires étant quant à elles estimées par interpolation ou extrapolation. Pour la commune, le premier recensement exhaustif entrant dans le cadre du nouveau dispositif a été réalisé en 2006.

En 2022, la commune comptait 6 065 habitants, en évolution de +1,49 % par rapport à 2016 (Vendée : +5,33 %, France hors Mayotte : +2,11 %).
| 1800 | 1806 | 1821  | 1831  | 1836  | 1841  | 1846  | 1851  | 1856  |
| ---- | ---- | ----- | ----- | ----- | ----- | ----- | ----- | ----- |
| 637  | 766  | 1 196 | 1 404 | 1 511 | 1 620 | 1 995 | 2 047 | 2 238 |

| 1861  | 1866  | 1872  | 1876  | 1881  | 1886  | 1891  | 1896  | 1901  |
| ----- | ----- | ----- | ----- | ----- | ----- | ----- | ----- | ----- |
| 2 224 | 2 152 | 2 131 | 2 080 | 2 157 | 2 188 | 2 084 | 2 198 | 2 235 |

| 1906  | 1911  | 1921  | 1926  | 1931  | 1936  | 1946  | 1954  | 1962  |
| ----- | ----- | ----- | ----- | ----- | ----- | ----- | ----- | ----- |
| 2 300 | 2 243 | 2 129 | 2 079 | 1 951 | 1 923 | 1 905 | 2 263 | 2 594 |

| 1968  | 1975  | 1982  | 1990  | 1999  | 2006  | 2011  | 2016  | 2021  |
| ----- | ----- | ----- | ----- | ----- | ----- | ----- | ----- | ----- |
| 4 246 | 4 691 | 5 301 | 5 724 | 5 938 | 6 134 | 6 005 | 5 976 | 6 064 |

| 2022  | - | - | - | - | - | - | - | - |
| ----- | - | - | - | - | - | - | - | - |
| 6 065 | - | - | - | - | - | - | - | - |

#### Pyramide des âges
En 2018, le taux de personnes d'un âge inférieur à 30 ans s'élève à 33,2 %, soit au-dessus de la moyenne départementale (31,6 %). À l'inverse, le taux de personnes d'âge supérieur à 60 ans est de 25,3 % la même année, alors qu'il est de 31,0 % au niveau départemental.
En 2018, la commune comptait 2 978 hommes pour 3 022 femmes, soit un taux de 50,37 % de femmes, légèrement inférieur au taux départemental (51,16 %).
Les pyramides des âges de la commune et du département s'établissent comme suit.
| Hommes | Classe d’âge | Femmes |
| ------ | ------------ | ------ |
| 0,8    | 90 ou +      | 1,6    |
| 6,8    | 75-89 ans    | 9,8    |
| 15,8   | 60-74 ans    | 15,8   |
| 24,4   | 45-59 ans    | 24,8   |
| 16,9   | 30-44 ans    | 16,9   |
| 15,8   | 15-29 ans    | 14,0   |
| 19,4   | 0-14 ans     | 17,2   |

| Hommes | Classe d’âge | Femmes |
| ------ | ------------ | ------ |
| 0,8    | 90 ou +      | 2,2    |
| 8,7    | 75-89 ans    | 11,1   |
| 20,3   | 60-74 ans    | 21,3   |
| 20     | 45-59 ans    | 19,4   |
| 17,5   | 30-44 ans    | 16,8   |
| 15     | 15-29 ans    | 13,2   |
| 17,7   | 0-14 ans     | 16,1   |

## Économie et industrie
- le siège de Cogelec est installé à Mortagne-sur-Sèvre ;
- Dynamic, mixers de cuisine (51 p. en 2020, groupe Nadia).

## Environnement
Mortagne-sur-Sèvre a obtenu une 3e fleur au Concours des villes et villages fleuris (palmarès 2016).

## Personnalités liées à la commune
- Stéphane Traineau (1966-), champion de France, champion d'Europe, champion du Monde de judo et double médaillé aux jeux Olympiques.
- Yves Marchesseau (1952-2014), dit La Boule, acteur de télévision français, qui a incarné un personnage de l'émission Fort Boyard.

## Héraldique
| Blason de Mortagne-sur-Sèvre | Blason  | D'azur au cerf d'or passant sur une divise du même.             |
| Blason de Mortagne-sur-Sèvre | Détails | Ce blason fut créé au XXe siècle par l'héraldiste Robert Louis. |